# بيفرلي شو
بيفرلي شو (بالإنجليزية: Beverly Shaw)‏ هي رائدة أعمال ومغنية أمريكية، ولدت في 1910، وتوفيت في 26 مايو 1990 بسبب سرطان.